# 南瀛文學獎
南瀛文學獎，台灣的地方文學獎之一，由台南縣政府主辦，台南縣政府文化局、台南縣文化基金會承辦，創立於1993年，於每年7月徵稿。

## 背景
成立於李雅樵縣長任內，在陳唐山、蘇煥智縣長任內逐步擴大規模，為台灣最早成立的縣市文學獎。南瀛文學獎以「挖掘及培植地方文學人才，建立南瀛文學特色」為宗旨，並開方氣之先，設立傳統詩、文學部落格獎項。目前僅有台北市台北文學獎、南投縣玉山文學獎、宜蘭縣蘭陽文學獎等縣市文學獎設有傳統詩類。
南瀛文學獎雖未設立閩南語文學獎項，然而歷屆文學傑出獎及創作獎得獎作品，有極多作品均以閩南語創作，亦有少數客語作品，洵為特色。

## 獎項
南瀛文學獎於首屆起，設有文學獎、文學新人獎。文學獎用以獎勵台南縣資深作家的創作成就與共獻；文學新人獎則意在鼓勵當地文壇新秀從事創作。首屆時還頒發特別貢獻獎給郭水潭。這兩個獎項都以結集出版的書籍為獎勵對象。
1997年，第五屆南瀛文學獎開始設置文學創作獎，分現代詩、散文、小說等類。2001年增設兒童文學類，2003年設立傳統詩獎，並將文學獎與文學新人獎合併為文學傑出獎，2006年又設長篇小說獎、劇本獎、文學部落格獎。2005年停頒文學傑出獎。
目前南瀛文學獎共設有文學創作獎、劇本獎、文學部落格獎，創作獎則分現代詩、散文、短篇小說、兒童文學、傳統詩等五類。

## 參賽資格
參與文學創作獎者，須設籍或出生於台南縣者，曾於台南縣求學、就業、設籍而備有證明者亦可參賽。劇本獎則凡具有中華民國國籍者均可參賽，唯須以華文創作，並以台南縣的風土民情為書寫題材。
文學部落格獎項則凡是成立部落格，以華文書寫台南縣風土者，不限國籍均可參加。

## 歷屆文學傑出獎得主及作品
- 第一屆
  - 特別貢獻獎：郭水潭《郭水潭集》
  - 文學獎：楊青矗《囿》
  - 文學新人獎：張溪南《慌城鄉奇》、陳益裕《鄉土心，大地情》
- 第二屆
  - 文學獎：黃文博《虎爺的口水》
  - 文學新人獎：莊柏林《火鳳凰》、楊寶山《我家住在焦吧年》、李慶章《給我們一盞燈》
- 第三屆
  - 文學獎：羊子喬(楊順明)《羊子喬三十年詩選》
  - 文學新人獎：吳夏暉(吳順發)《現代詩集-域外的建築》、謝振宗《現代覺有情》、許正勳《散文園丁心橋》
- 第四屆
  - 文學獎：黃武忠《文學動念轉不停》
  - 文學新人獎：陳義男《想念的季節》
- 第五屆
  - 文學獎：莊柏林《故鄉的形影》
  - 文學新人獎：王明凱《現象與人物》、林永昌《目加溜彎社的陽光》
- 第六屆
  - 文學獎：黃勁連《黃勁連選集》
  - 文學新人獎：方耀乾《阮阿母是太空人》、周定邦《起厝兮工儂》、許獻平《黑珍珠》
- 第七屆
  - 文學獎：鄭炯明《鄭炯明詩選》
  - 文學新人獎：周華斌《蒲公英》、郭梅霞《紅瓦厝之歌》
- 第八屆
  - 特別貢獻獎：吳潛誠(吳全成)
  - 文學獎：阿盛(楊敏盛)《火車與稻田》
  - 文學新人獎：黃玠源《時光記憶》、陳正雄《故鄉的歌》、李癸雲《與詩對話—台灣現代詩評論集》
- 第九屆
  - 文學獎：陳艷秋《滿天星辰》
  - 文學新人獎：甘子建《家鄉魚》
- 第十屆
  - 文學傑出獎：蔡素芬《鹽田兒女》
- 第十一屆
  - 文學傑出獎：周梅春《蝸牛角上的戰爭》
- 第十二屆
  - 文學傑出獎：李勤岸《李勤岸作品選》
  - 散文：楊淑娟《歲月的容顏》
- 第十三屆
  - 文學傑出獎：從缺
- 第十四屆
  - 文學傑出獎：鴻鴻（閻鴻亞）[3]